# Landesregierung Bögl
- SPÖ: 3
- ÖVP: 3

Die Landesregierung Bögl unter Landeshauptmann Hans Bögl (SPÖ) bildet die Burgenländische Landesregierung von der Wahl durch den Burgenländischen Landtag in der X. Gesetzgebungsperiode am 12. Juni 1964 bis zum Ausscheiden Bögls aus der Landesregierung am 28. Juni 1966. Der Landesregierung Bögl folgte die Landesregierung Kery I nach.
Jeweils drei der sechs Mitglieder der Landesregierung stellten die Sozialdemokratische Partei Österreichs (SPÖ) und die Österreichische Volkspartei (ÖVP). Nachdem die SPÖ bei der Landtagswahl 1964 zum ersten Mal seit 1945 die relative Mehrheit erzielt hatte, erwarb sie den Anspruch auf den Landeshauptmann. Hans Bögl (SPÖ), zuletzt Landeshauptmann-Stellvertreter, wurde zum Landeshauptmann gewählt, der bisherige Landeshauptmann Josef Lentsch (ÖVP) schied aus der Landesregierung aus. Landeshauptmann-Stellvertreter wurde der bisherige Landesrat Reinhold Polster (ÖVP), dessen Funktion als Landesrat Hans Tinhof übernahm. Alle anderen Regierungsmitglieder blieben gegenüber der Vorgängerregierung unverändert.

## Regierungsmitglieder
| Amt                            | Name               | Partei | Zuständigkeitsbereiche |
| ------------------------------ | ------------------ | ------ | ---------------------- |
| Landeshauptmann                | Hans Bögl          | SPÖ    |                        |
| Landeshauptmann-Stellvertreter | Reinhold Polster   | ÖVP    |                        |
| Landesrat                      | Stefan Billes      | SPÖ    |                        |
| Landesrat                      | Theodor Kery       | SPÖ    |                        |
| Landesrat                      | Rudolf Grohotolsky | ÖVP    |                        |
| Landesrat                      | Hans Tinhof        | ÖVP    |                        |